# 广西师范大学附属中学
广西师范大学附属中学（英语：High School Attached to Guangxi Normal University），是一所区直属公立学校，隶属广西师范大学。桂林市重点中学之一。由于是广西师范大学的第一所附属中学，所以又称一附、广西师大附中。高中部位于桂林灵川县八里街八里五路8号，初中部位于桂林叠彩区中山北路15号。

## 历史

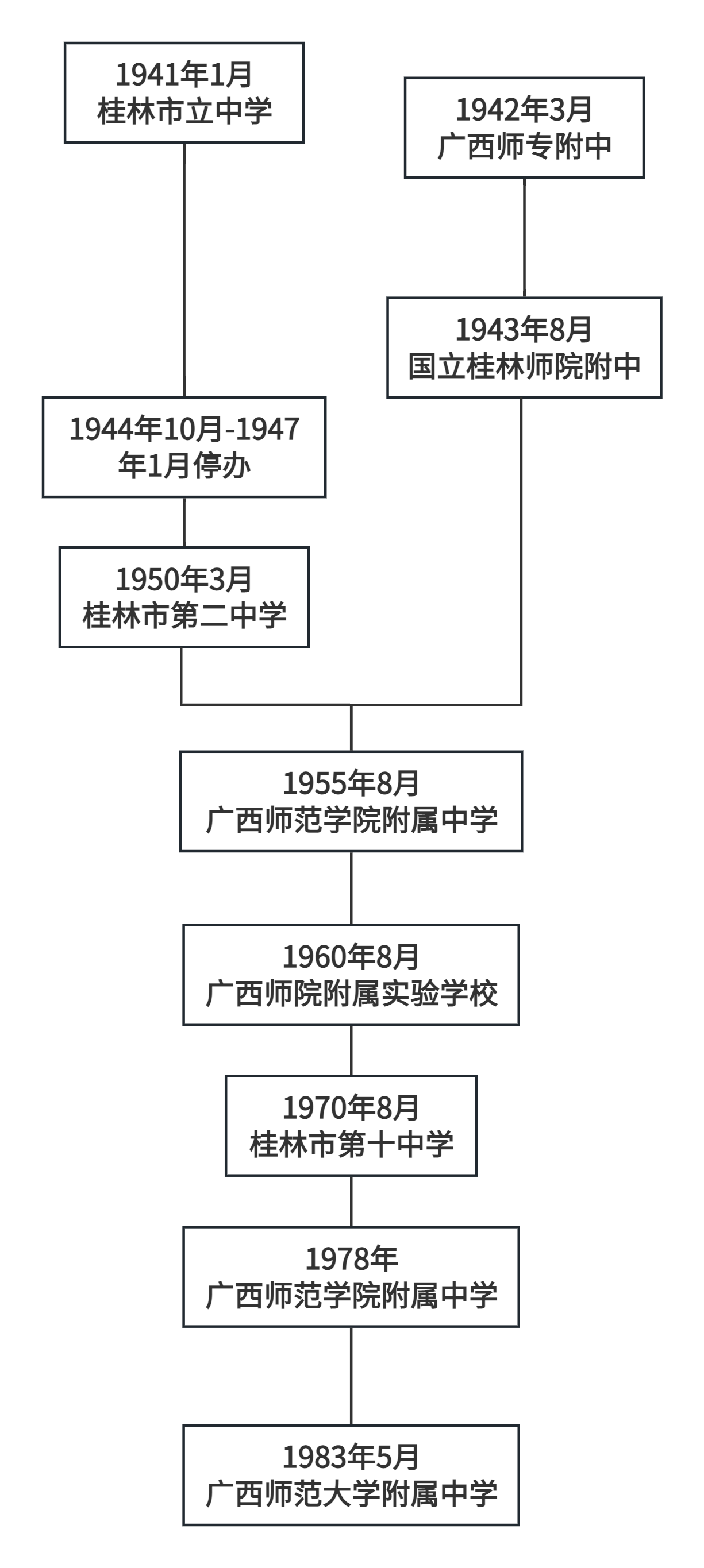
校名变迁

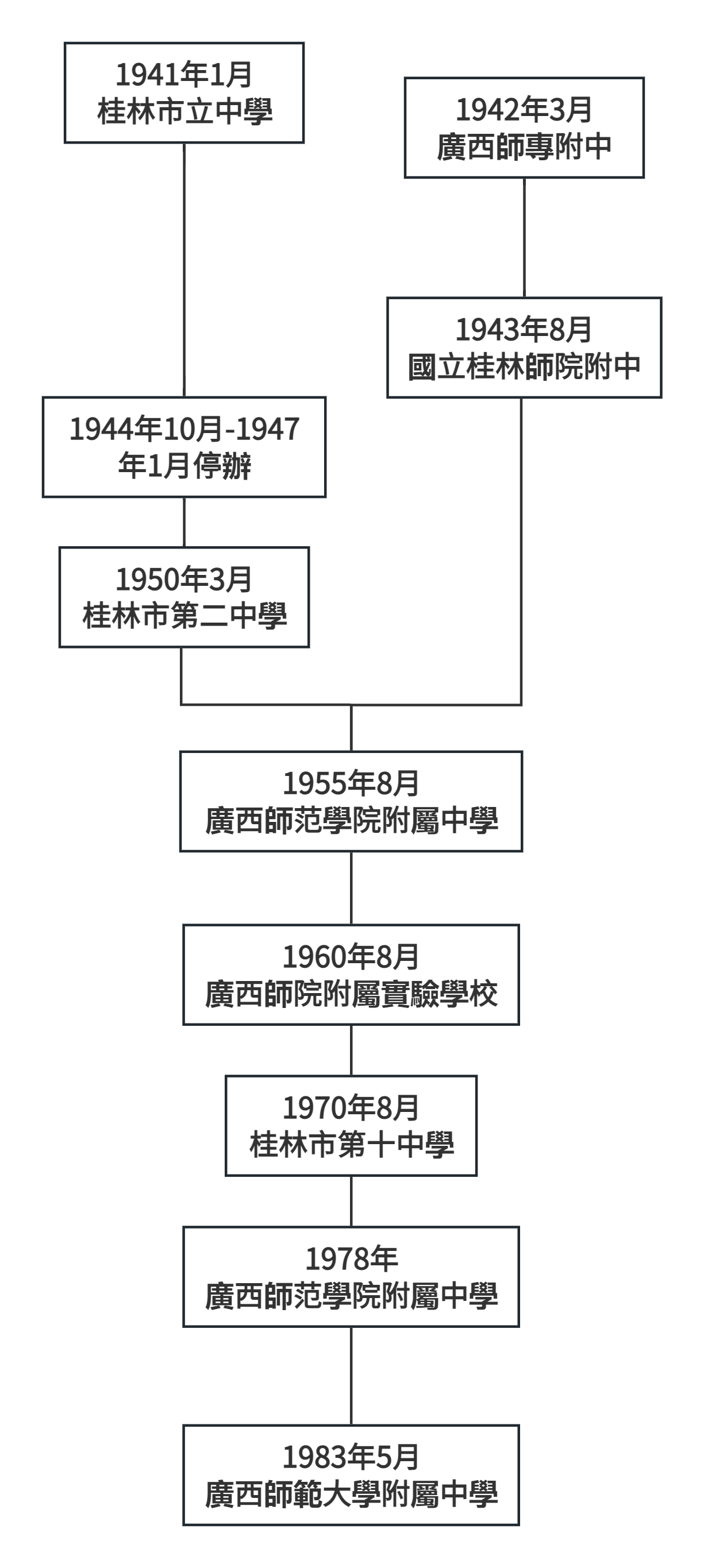
校名變遷

1941年1月，因抗日战争进入白热化阶段，为了救亡图存，培育抗战后备力量，省政府任命留法归来的赵钦武为校长，于桂林市东郊冷家祠堂创办“桂林市立中学”，9月迁至栖霞村望城岗；1942年3月，广西师专附中于桂林市东灵街成立，1943年8月更名为“国立桂林师院附中”，这两所学校为今广西师范大学附属中学的前身。 1944年10月，桂林保衛戰失利，日軍占領了桂林，桂林市立中学因校舍被日军轰炸损毁而停办，国立桂林师院附中则随着国立桂林师院疏迁至三江，1945年3月又迁至贵州平越（今福泉市）。1945年抗日战争胜利后，国立桂林师院附中随桂林师院逐渐迁回桂林。1947年1月，桂林市立中学恢复办学，1948年1月迁至宝积山校址，1950年3月，经桂林市人民政府批准，更名为“桂林市第二中学”。1955年8月30日，两所学校合并成为“廣西師范學院附属中学”。1959年被确立为广西首批重点中学之一，1960年，更名“广西师院附属实验学校”，1970年8月更名为“桂林市第十中学”，1978年，恢复校名为“廣西師范學院附属中学”，1983年5月随着广西师范学院的变动，而正式更名为“广西师范大学附属中学”。1998年被评为自治区文明学校，2002年5月，学校初中部改制为广西师范大学附属中学宝贤中学。2003年成为广西首批20所示范性普通高中之一。2008年9月搬迁至现址，宝贤中学则留在宝积山校址。2023年9月，在宝贤中学校址恢复举办初中部。

### 国际部
2012年3月，经广西教育厅批准，同美国加州伍德赛德国际学校合作成立广西师大附中国际部。

## 师资条件
截至2024年，学校共有专职教师158人，其中高级教师72人，博士3人，研究生学历78人，特级教师5人，正高级教师6人，国家骨干教师3人，全国优秀教师4人，广西基础教育名师4人。

## 学校领导

### 现任领导
| 姓名   | 職務             |
| ------ | ---------------- |
| 潘春林 | 党委书记         |
| 周小龙 | 校长、党委副书记 |
| 王惠珍 | 副校长           |
| 张小雄 | 副校长           |
| 王华奇 | 副校长、党委委员 |
| 秦 芳  | 副校长           |

### 历任领导
| 届数 | 姓名   | 任期                 | 备注         |          | 届数     | 姓名                 | 任期     | 备注 |
| 校长 | 校长   | 校长                 | 校长         | 党委书记 | 党委书记 | 党委书记             | 党委书记 |      |
| ---- | ------ | -------------------- | ------------ | -------- | -------- | -------------------- | -------- | ---- |
| 1    | 赵钦武 | 1941年1月-1944年10月 | 任内学校停办 | 1        | 张文伟   | 1954年3月-1958年10月 |          |      |
| 1    | 赵钦武 | 1947年1月-1948年2月  | 任内学校停办 | 2        | 翁志英   | 1958年10月-1964年    | [ 12 ]   |      |
| 2    | 苏新民 | 1948年2月-1949年1月  |              | 3        | 张明霞   | 1964年-1978年        |          |      |
| 3    | 梁家齐 | 1949年1月-1949年8月  | 时任桂林市长 | 4        | 李栋才   | 1968年-1978年        |          |      |
| 4    | 张振麒 | 1949年8月-1950年3月  |              | 5        | 张文伟   | 1978年-1981年        |          |      |
| 5    | 潘逸耕 | 1950年3月-1959年10月 |              | 6        | 李平西   | 1981年-1986年        |          |      |
| 6    | 张文伟 | 1959年10月-1984年    | [ 13 ]       | 7        | 白崇谋   | 1986年-1990年        |          |      |
| 7    | 尤崇真 | 1984年-1985年        |              | 8        | 李平西   | 1990年-1993年7月     |          |      |
| 8    | 李平西 | 1985年-1990年7月     |              | 9        | 方洁玲   | 1993年10月-1997年7月 |          |      |
| 9    | 李庆忠 | 1990年7月-1998年2月  | [ 14 ]       | 10       | 高汉明   | 1999年7月-2006年2月  | [ 15 ]   |      |
| 10   | 方洁玲 | 1998年2月-1999年11月 | [ 16 ]       | 11       | 李庆忠   | 2006年2月-2009年2月  | [ 17 ]   |      |
| 11   | 李庆忠 | 1999年11月-2006年2月 | [ 14 ]       | 12       | 刘绩元   | 2009年2月-2012年6月  |          |      |
| 12   | 文国韬 | 2006年2月-2012年6月  | [ 18 ]       | 13       | 陈艳     | 2012年6月-2017年8月  |          |      |
| 13   | 刘新来 | 2012年6月-2016年1月  |              | 14       | 王忠英   | 2017年8月-2021年9月  |          |      |
| 14   | 李林波 | 2016年1月-2023年12月 |              | 15       | 廖宏伟   | 2021年9月-2023年12月 |          |      |
| 15   | 周小龙 | 2023年12月至今       |              | 16       | 潘春林   | 2023年12月至今       |          |      |

## 校容校貌

### 初中部校区

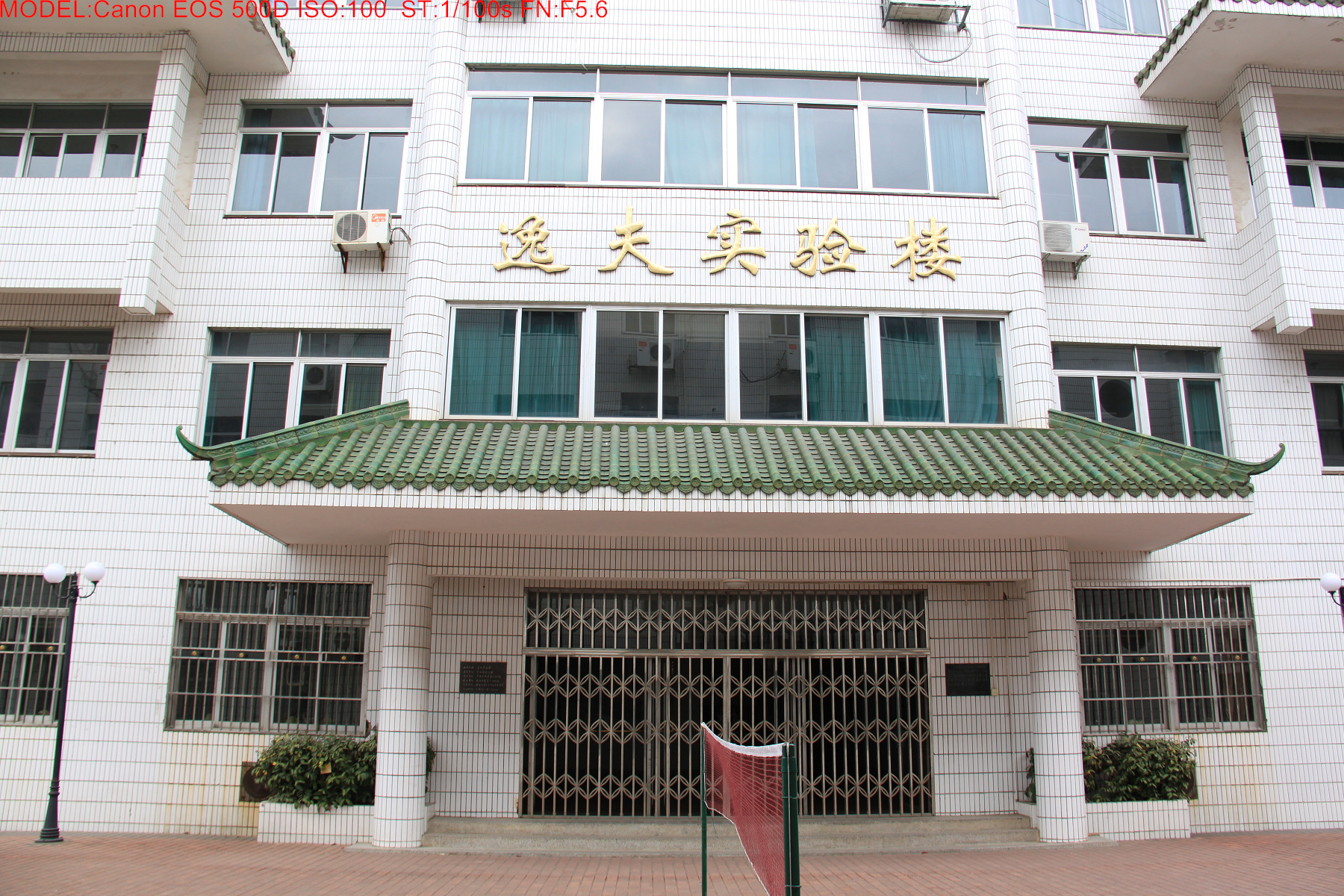
初中部校区逸夫实验楼

坐落于宝积山南麓、桂湖之滨，冰心曾赠言“在风景区求学读书，是人生难得的奇遇，愿学生们充分利用它”。1948年1月开始使用，校内共有教学楼4栋，其中含有邵逸夫先生于1997年捐赠的逸夫实验楼，食堂1栋（食堂内含有图书馆与宿舍），办公楼1栋，宿舍3栋及体育运动场。1979年5月，广西师范学院附属中学少年科学活动小组在宝积岩内发现一枚人牙化石，后被送往桂林市文化管理委员会，后被送往广西壮族自治区博物馆与广西文物工作队。经抢救挖掘后鉴定为宝积岩人，亦为桂林迄今已知的最早的原始人类。

### 高中部校区
位于桂林市灵川县八里街，2008年9月开始使用。校内现共有教学楼1栋，办公楼1栋，图书馆1栋，综合楼1栋，宿舍楼3栋，食堂1栋及体育运动场。2019年12月，学校综合楼正式启用。2024年7月开始，开展校园改造工程，将进行新宿舍楼，新食堂的建设与现有教学楼、宿舍、操场、学校路面以及校内基础设施的改造翻新。

### 校歌
广西师范大学附属中学校歌，原名桂林市立中学校歌，为1941年时义勇军进行曲词作者田汉及其夫人，著名剧作家安娥在桂林市立中学任教时所作。

## 知名校友
- 郁钧剑，中国男高音歌唱家，一级演员
- 阳国亮，广西师范大学和广西大学原党委书记，中央党校经济学硕士[26]
- 聂一菁，北京卫视《北京新闻》主持人[27]

## 广西师范大学附属中学宝贤中学
广西师范大学附属中学宝贤中学，又名桂林市宝贤中学，为广西师大附中与桂林市宝湖教育集团投资创建，前身为广西师大附中初中部，2002年5月，经桂林市教育局与民政局批准，改制为桂林市宝贤中学。2023年6月，为贯彻教育部“公参民”的政策，桂林市宝湖教育集团将宝贤中学与宝贤小学合并为桂林市叠彩区宝贤学校，该学校为独立的九年一贯制学校。2023年9月，广西师大附中初中部于宝积山校区恢复办学，进行初一年级学生招生，而原来的桂林市宝贤中学则停止招生，2025年，由广西师大附中管理的桂林市宝贤中学将结束其23年的办学历程。

### 历任校长
| 姓名   | 任期                |
| ------ | ------------------- |
| 文国韬 | ？-2012年6月        |
| 刘新来 | 2012年6月-2019年1月 |
| 周小龙 | 2019年1月至今       |